# Is it Right
«Is It Right» (Правильно ли это) — песня в исполнении немецкой фолк-группы «Elaiza», с которой они представили Германию на конкурсе песни «Евровидение-2014».
Песня была выбрана 14 марта 2014 года на национальном отборе Германии на «Евровидение», что позволило немецкой группе представить свою страну на международном конкурсе песни «Евровидение-2014», который прошёл в Копенгагене, Дания.

## Список композиций
| №  | Название                                  | Длительность |
| -- | ----------------------------------------- | ------------ |
| 1. | «Is It Right»                             | 3:54         |
| 2. | «Fight Against Myself»                    | 3:26         |
| 3. | «Without» (Live At Emil Berliner Studios) | 4:22         |
| 4. | «Fight Against Myself» (Music video)      | 3:26         |

## Чарты и сертификация

### Недельные чарты
| Чарт (2014)                          | Лучшая позиция |
| ------------------------------------ | -------------- |
| Австрия (Ö3 Austria Top 40)          | 14             |
| Дания (Tracklisten)                  | 39             |
| Германия (GfK)                       | 4              |
| Germany (Airplay Chart)              | 1              |
| Ирландия (IRMA)                      | 83             |
| Польша (Polish Airplay Top 100)      | 1              |
| Швейцария (Schweizer Hitparade)      | 43             |
| UK Singles (Official Charts Company) | 161            |

### Годовые чарты
| Чарт (2014)                      | Позиция |
| -------------------------------- | ------- |
| Germany (Official German Charts) | 46      |
| Poland (ZPAV)                    | 29      |
| Brazil (Antena 1 Radio)          | 18      |

### Сертификации
| Регион                                                      | Сертификация | Продажи  |
| ----------------------------------------------------------- | ------------ | -------- |
| Германия (BVMI)                                             | Золотой      | 150 000^ |
| ^ Данные о тиражах приведены только на основе сертификации. |              |          |

## Хронология релиза
| Страна   | Дата                 | Формат           | Лейбл           |
| -------- | -------------------- | ---------------- | --------------- |
| Германия | 28 февраля 2014 года | Digital download | Heart of Berlin |